# Akondia
 (octobre 2010).
Akondia ou Arrikurutz est une montagne culminant à 749 mètres d'altitude et appartenant au massif de Kalamua, dans les Montagnes basques. Elle s'élève sur la ville d'Eibar au Guipuscoa, au Pays basque (Espagne).

## Géographie
Le mont est d'aspect demi-sphérique et dépourvu d'arbres (seuls deux pins sont visibles sur ses flancs). Son nom, l'Arrikurutz (« croix de pierre » en basque), est issu de celui d'une ferme située sur ses flancs, avec l'ermitage de San Pedro. Plutôt accessible, elle fait partie de l'ensemble paysager et naturel formé par le Kalamua et Arrate, qui s'est transformé en poumon vert de la ville industrielle d'Eibar dans l'étroite vallée de l'Ego. Les faibles dénivelés des chemins le transforment en promenade préférée de beaucoup eibarais et d'habitants des villes proches. Ceci, cumulé à l'offre hôtelière existant dans les environs, à Ixua, Usartza et Arrate, font de cette région un site prisé.

## Histoire
Les campas (champs) d'Arrikurutz ont été des terrains de bataille à plusieurs moments de l'histoire. En 1390 aurait débuté à Akondia la bataille entre les Oñaciens et Gamboins. Les Oñaciens étaient rassemblés sous la bannière de la maison d'Unzueta, et les Gamboins sous celle de Juan de Ibarguren, un de leurs hommes forts. Le déclenchement des hostilités daterait de 1420, quand les Gamboins auraient brûlé la maison tour des Eibarais. Deux ans plus tard, de nouveau à Akondia, une nouvelle bataille signe la victoire de la maison d'Unzueta.
Pendant tout l'hiver 1936-1937 le front de la guerre civile espagnole s'est maintenu dans ces montagnes. Les forces insurgées en tenaient les zones les plus hautes, tandis que dans les flancs se maintenaient les républicains. Akondia, ligne de front, porte les marques des batailles qui ont été livrées là entre les défenseurs de la légalité républicaine et les insurgés en armes contre cette dernière. De nombreux vestiges tranchées, bunkers et refuges sont encore visibles. Sous une croix de pierre sont enterrées quantité de matériel de guerre qui a été rassemblé après la lutte et il n'est pas rare de trouver des balles et d'autres munitions dans les forêts et champs alentour.

## Ascension
L'itinéraire le plus simple et utilisé est celui qui part d'Ixua (546 mètres) et passe par Usartza, d'où l'on voit la ferme qui donne son nom à la montagne, Akondia, et l'ermitage de San Pedro qui le jouxte. En suivant ce chemin, on accède rapidement au sommet, après être passé à côté de la croix, au-dessous de laquelle sont enterrés les restes de guerre de la guerre civile.
On peut entreprendre la montée depuis Eibar ou depuis l'Arrate proche. Dans les deux cas on suit la même route, bien que dans le cas d'Arrate on puisse accéder au sommet par le versant nord sans plus de difficulté.
Un autre itinéraire possible nécessite de gravir dans un premier temps le sommet de Kalamua, le plus élevé du massif, avant de se diriger vers celui de l'Arrikurutz. Dans ce cas on peut choisir de passer par les pentes raides de sommet de Garagoitxi (701 mètres), ou contourner celui-ci.
Temps d'accès :
- Ixua (0 h 45 min) ;
- Eibar (2 h 15 min).